# بورغ
بورغ (به هلندی: Burgh) یک منطقهٔ مسکونی در هلند است که در اسخائن-دایفه‌لاند واقع شده‌است. بورغ ۱٬۲۰۰ نفر جمعیت دارد.